# Busfor
Busfor — російський міжнародний проект з продажу автобусних квитків на міжміські та міжнародні рейси з головним офісом у Москві. Входить до складу однойменного холдингу, який до 2015 року мав назву GillBus.

## Про компанію
Прототипом сервісу послужила індійська компанія RedBus. Перейнявши їх досвід, співзасновники переїхали до Бангкоку і відкрили там перший офіс компанії. Після 9 місяців розвитку було вирішено повернутись до Москви і створювати продукт з нуля. Перші гроші на розробку платили самі засновники, а 2014 року було залучено додаткові інвестиції від кількох міжнародних фондів, після чого проєкт почав стрімко розвиватися.
Розробка програмного забезпечення відбувається в Україні, керівництво знаходиться в Москві. Компанія функціонує в Україні, Росії, Білорусі, Грузії, Польщі, Таїланді. Офіси розташовані в Києві, Москві та Катовицях.
В Україні Busfor охоплює майже третину ринку продажу квитків на міжнародні автобусні перевезення.
Основні клієнти сервісу — студенти та робоча еміграція, найпопулярнішими локальними напрямками у 2022-му були:
- Київ — Черкаси;
- Київ — Львів;
- Львів — Київ, а також маршрути з та до Одеси й Дніпра[6]

Власник компанії пояснював, що київський напрям став значно популярнішим після заборони авіасполучення під Україною та Росією під час Російсько-української війни.
Найпопулярнішими міжнародними автобусними маршрутами з України станом на 2023 рік були:
- Одеса — Кишинів;
- Львів — Варшава;
- Київ — Варшава;
- Варшава — Київ;
- Львів — Краків;
- Київ — Кишинів[7].

## Історія
Сервіс розпочав роботу 2010 року, працює на базі глобальної дистрибутивної системи GDS, впровадженої розробником «Gill Business Systems».
2014 року компанія отримала перші інвестиційні вливання на суму $3 млн від фондів Intel Capital, InVentures Partners і Finsight Ventures. До цього компанія розвивалась коштом засновників.
У середині 2015 року компанія оголосила про залучення інвестицій на суму $1 млн від фонду Chernovetskyi Investment Group (власник — Леонід Черновецький). Кошти було направлено на розширення діяльності в Південній Азії та в країнах Європи.
26 листопада 2015 року під брендом «Busfor» почав курсувати фірмовий автобус за маршрутом Київ — Варшава — Київ. Поїздки на брендованих автобусах Busfor згодом було припинено, компанія сфокусувалася виключно на моделі маркетплейса (агрегації пропозицій поточних перевізників).
За даними компанії, на кінець 2015 року через сайти проєкту продаються квитки на рейси понад 300 перевізників, і близько 500 агентств реалізують їх через дистрибутивну систему GDS.

У серпні 2016 року ПриватБанк і українська філія Busfor запустили продаж квитків на автобуси в Приват24 і терміналах самообслуговування.

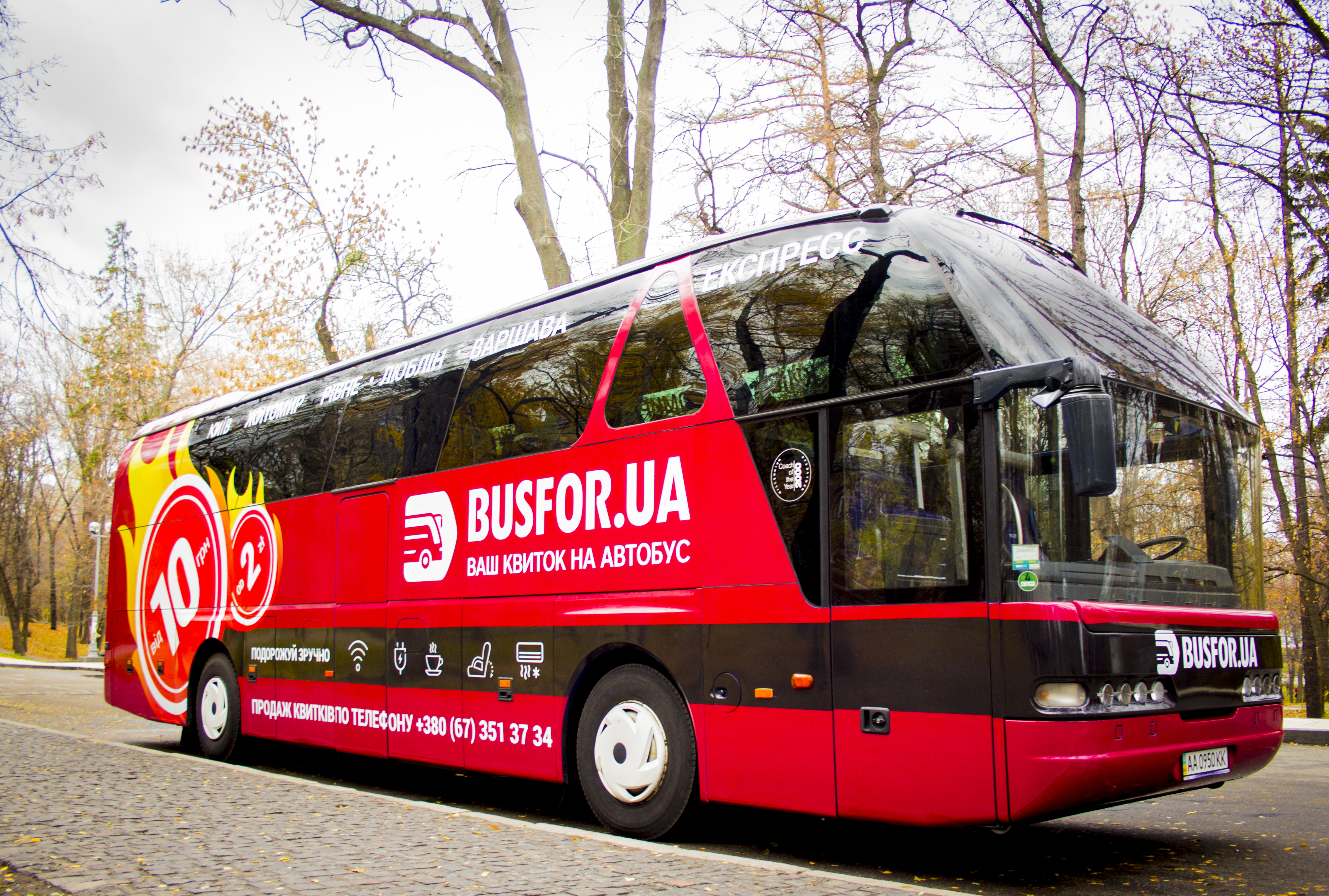
Автобус, що здійснює рейси між Києвом та Варшавою

У вересні 2016 року за результатами дослідження в рамках «Народного голосування-2016» компанія «Busfor Україна» перемогла в номінації «Найкращий сервіс пошуку квитків на автобус 2016 року».
2016 року було залучено 4 млн $ інвестицій від венчурних фондів InVenture Partners, Intel Capital, CIG та Finsight Ventures. У жовтні того ж року компанії вдалось залучити додаткові інвестиції на суму $20 млн від фондів Elbrus Capital та Baring Vostok Capital Partners.
За підсумками 2016 року, через Busfor реалізуються квитки від понад 5000 тисяч перевізників, щомісячно сервісом користувалось понад 2 млн осіб.
У вересні 2019 року BlaBlaCar оголосив про покупку Busfor. Сума угоди не розголошується. Технології Busfor дозволяють придбати автобусні квитки на рейси понад 7000 перевізників в країнах Центральної та Східної Європи, що робить компанію лідером у сфері онлайн-дистрибуції.
У березні 2022 року, після повномасштабного вторгнення РФ до України, BlaBlaCar оголосила про зупинку інвестицій у російську філію, російський офіс зі ста працівниками планувалося «ізолювати» від решти компанії. В Україні натомість французька компанія адаптувала свою платформу для водіїв-волонтерів та біженців.

## Критика
Зрідка деякі з квитків не можуть бути використані, при цьому часто компанія не надає за них компенсації, зрідка автобус зовсім не приходить. Компанія в основному перепродає квитки інших перевізників, майже не маючи у власності автобусів.